# 6224 El Goresy
6224 El Goresy è un asteroide della fascia principale. Scoperto nel 1981, presenta un'orbita caratterizzata da un semiasse maggiore pari a 2,3653872 UA e da un'eccentricità di 0,1409043, inclinata di 5,37915° rispetto all'eclittica.